# Mermessus estrellae
Mermessus estrellae là một loài nhện trong họ Linyphiidae.
Loài này thuộc chi Mermessus. Mermessus estrellae được Alfred Frank Millidge miêu tả năm 1987.